# Lövgrens (musikgrupp)
Lövgrens, till juli 2017 Claes Lövgrens, är ett dansband från Billesholm i Bjuvs kommun utanför Helsingborg i Skåne. År 2007 fick bandets trumslagare Johan Fredriksson utmärkelsen "Årets trummis".
Lövgrens har, som Claes Lövgrens spelat ihop sedan 1994, och sedan årsskiftet 2002-2003 är man ett heltidsband som turnerar över hela Sverige.

## Medlemmar
| Medlem            | Banduppgift                                   | Född                                     | Medlem i bandet sedan |
| ----------------- | --------------------------------------------- | ---------------------------------------- | --------------------- |
| Claes Lövgren     | Gitarr, dragspel, klaviatur, saxofon och sång | ?                                        | 1995-                 |
| Calle Stilfors    | Gitarr, sång                                  | ?                                        | 2013 -                |
| Henrik Wallrin    | Bas                                           | ?                                        | 2016 -                |
| Johan Fredriksson | Trummor                                       | ?                                        | 2003-2008 2017-       |
| Andy Johansson    | Trummor och sång                              | ?                                        | 2007-2017             |
| Nicke Fredriksson | Gitarr,klaviatur och sång                     | Lidingö, 22 september 1953[källa behövs] | 1994-2013             |
| Anti Johansson    | Saxofon och gitarr                            | ?                                        | 2011 2016             |
| Olle Fredriksson  | Bas, sång                                     | Lidingö, 31 mars 1956[källa behövs]      | 1994 -2013            |
| Andreas Olsson    | Bas                                           | ?                                        | 2013 - 2016           |

## Diskografi
- Rosor från himlen - 2001
- Dansvänliga låtar - 2005
- Dansvänliga låtar 2 - 2008
- Vi lever nu - 2010
- Bästa - 2013
- Vi Börjar Om Igen! - 2014
- Vägen Hem - 2016

### Singlar
- Rosor från himlen  - 2001